# Mantheyus phuwuanensis
Mantheyus phuwuanensis är en ödleart som beskrevs av  Ulrich Manthey och NABHITABHATA 1991. Mantheyus phuwuanensis ingår i släktet Mantheyus och familjen agamer. Inga underarter finns listade i Catalogue of Life.